# Gordonia excelsa
Gordonia excelsa là một loài thực vật có hoa trong họ Theaceae. Loài này được (Blume) Blume mô tả khoa học đầu tiên năm 1825.